# Cratere Platte
Platte  è un cratere sulla superficie di Marte.